# Sacramental y Penitencial Cofradía de Nuestro Padre Jesús Sacramentado y María Santísima de la Piedad, Amparo de los Leoneses
La Sacramental y Penitencial Cofradía de Nuestro Padre Jesús Sacramentado y María Santísima de la Piedad, Amparo de los Leoneses es una cofradía penitencial católica de la ciudad de León, España. Fue fundada el 8 de marzo de 1994 y tiene su sede en la Real basílica de San Isidoro.

## Historia
El 17 de septiembre de 1993 se aprobó una comisión que se encargase de redactar los estatutos de la nueva cofradía, cuya fundación se produjo el 8 de marzo de 1994, decretada por el obispo Antonio Vilaplana Molina. Procesionó por primera vez el Sábado de Pasión de 1995, con la imagen de Nuestro Padre Jesús de la Esperanza, obra de Melchor Gutiérrez San Martín. A él también se debió el proyecto original del Jesús de la Esperanza, y la imagen de Nuestra Señora de los Reyes.
Sin embargo, debido a desavenencias en el seno de la cofrafía, Gutiérrez San Martín abandonó la misma y se llevó la imagen de Nuestra Señora de los Reyes, de su propiedad y que hasta entonces había cedido a la cofradía. Tras esa primera etapa, se incorporó una imagen propiedad de la Basílica de San Isidoro, la Virgen de la Piedad y del Milagro, que se convirtió en cotitular de la cofradía. Posteriormente, el cortejo se completó con la imagen de Nuestra Señora la Virgen de la Esperanza, de Miguel Bejarano, y Nuestro Padre Jesús de la Esperanza Cautivo ante Anás, de Jaime Babío.

## Emblema
Su emblema es un escudo ovalado, partido en dos campos; en el superior se representa el cordero eucarístico del tímpano de la portada principal de San Isidoro y en el inferior aparece la Virgen besando la mano del Hijo al ser descendido de la Cruz, tal y como aparece reflejado en el tímpano de la puerta del Perdón de San Isidoro.

## Indumentaria
El hábito se compone de una túnica de color azul marino sencilla, sin tablas, ni adornos y con manga ancha. El capirote mide un metro de alto, también de color azul marino, con el emblema de la cofradía en el centro del babero. Los pantalones, calcetines, zapatos, corbata y guantes son de color negro y la camisa blanca. El cíngulo es de seda de color azul marino y oro entrelazados.

## Actos y procesiones
- Sábado de Pasión: Procesión Jesús de la Esperanza.

## Pasos
- Nuestro Padre Jesús de la Esperanza Cautivo ante Anás: obra realizada por Jaime Babío Núñez en 2011, es pujado por 65 braceros.
- Virgen de la Piedad y del Milagro: obra anónima del siglo XVI, es pujada a dos hombros por 60 braceros.
- Nuestra Señora la Virgen de la Esperanza: obra de Miguel Bejarano Moreno de 2004, es pujada por 70 braceros.
- Nuestro Padre Jesús de la Esperanza: obra realizada por Melchor Gutiérrez San Martín en 1996, actualmente procesiona en el Piadoso Vía Lucís el Sábado Santo tras la vigilia Pascual en unas andas cedidas por la cofradía Santo sepulcro-esperanza de la Vida.

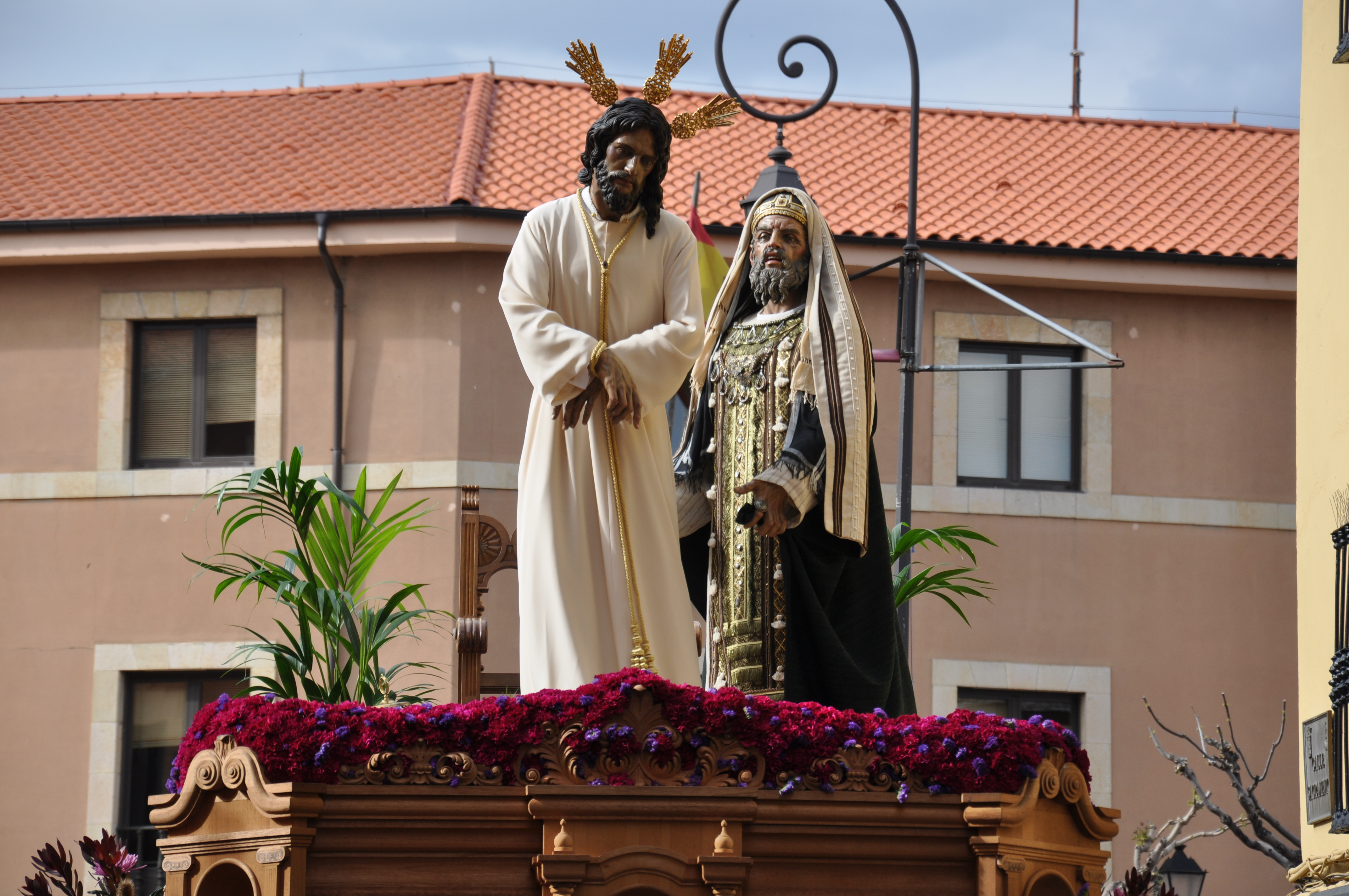
Nuestro Padre Jesús de la Esperanza Cautivo ante Anás
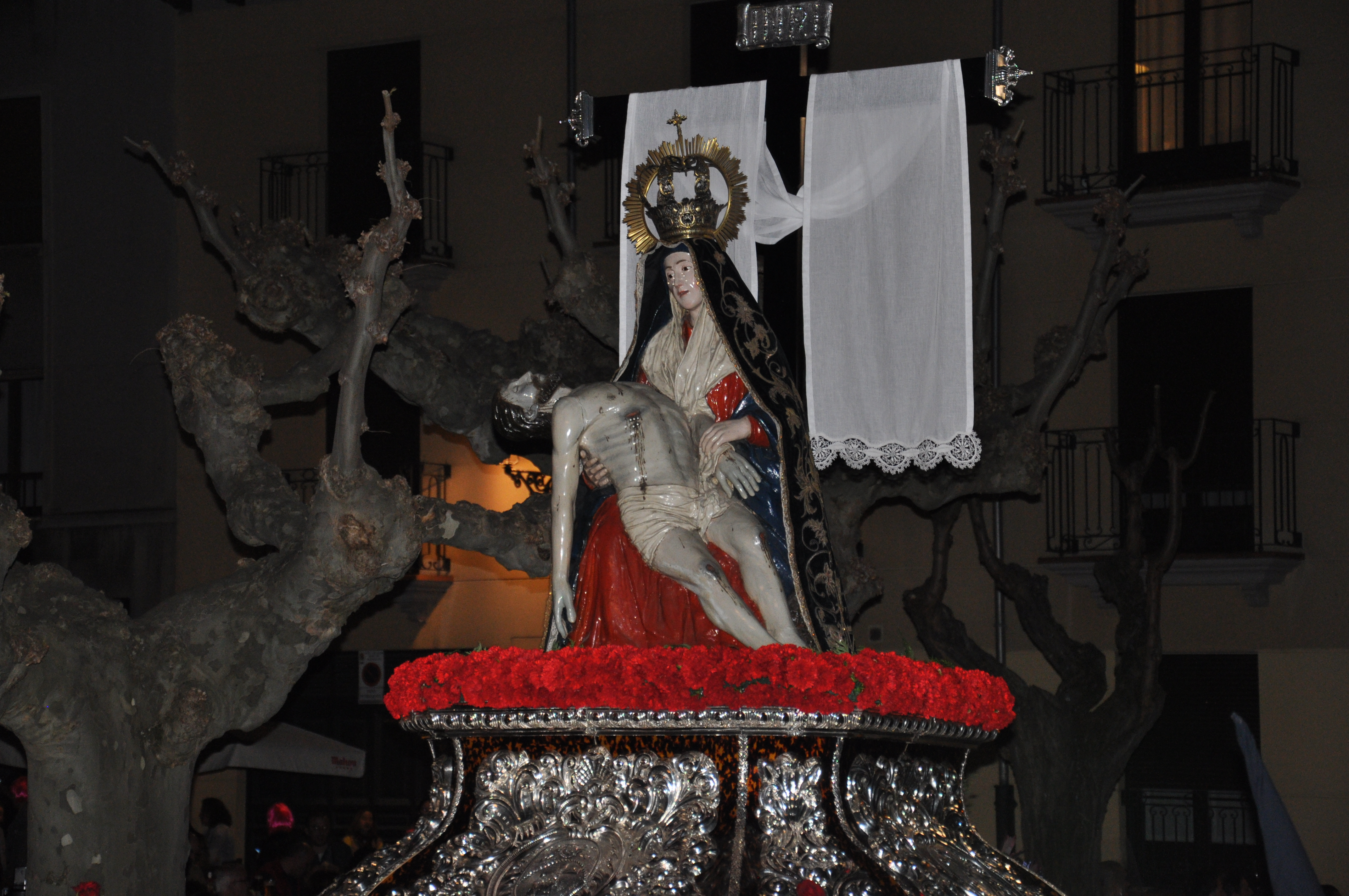
Virgen de la Piedad y del Milagro
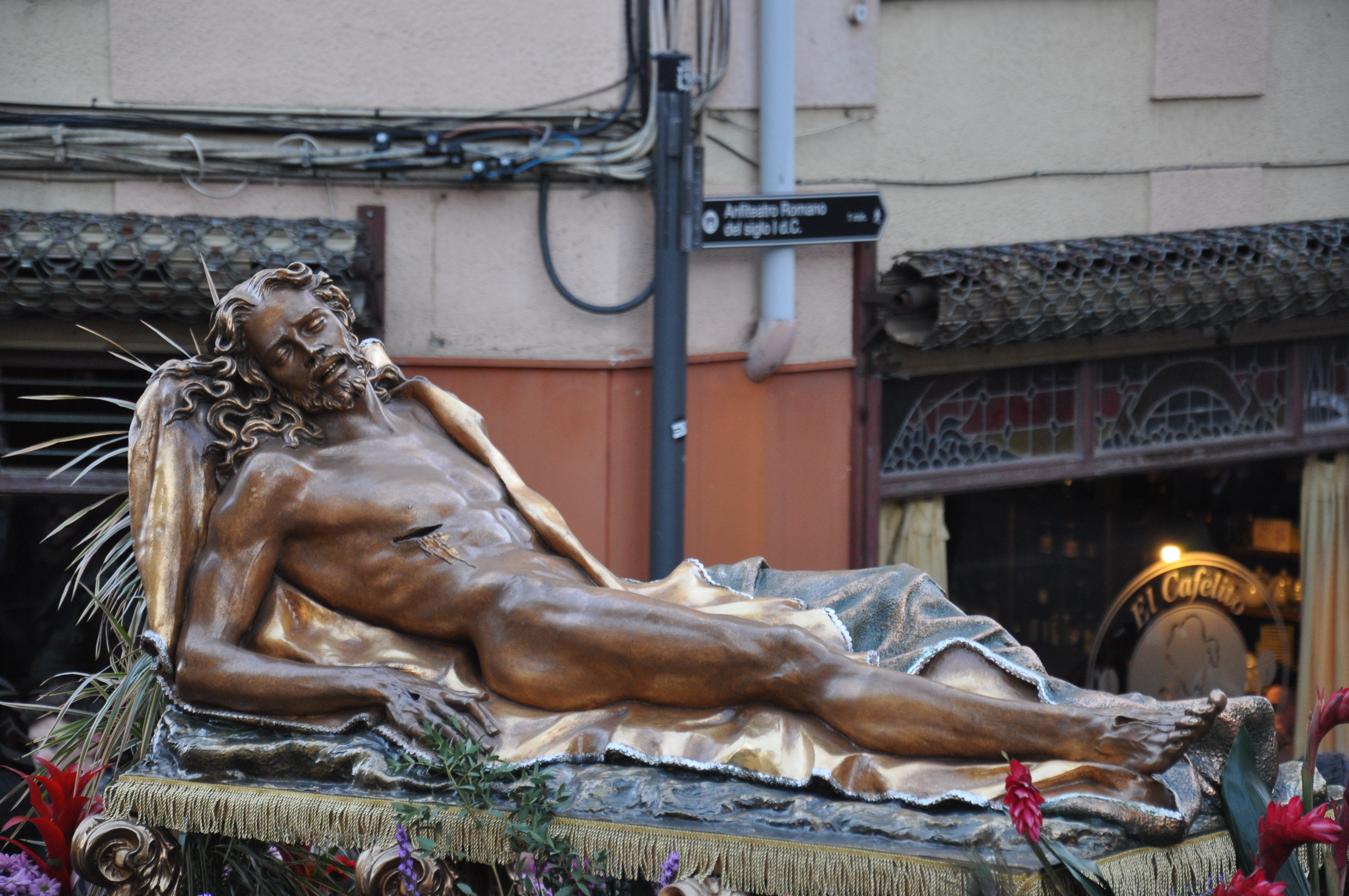
Nuestro Padre Jesús de la Esperanza
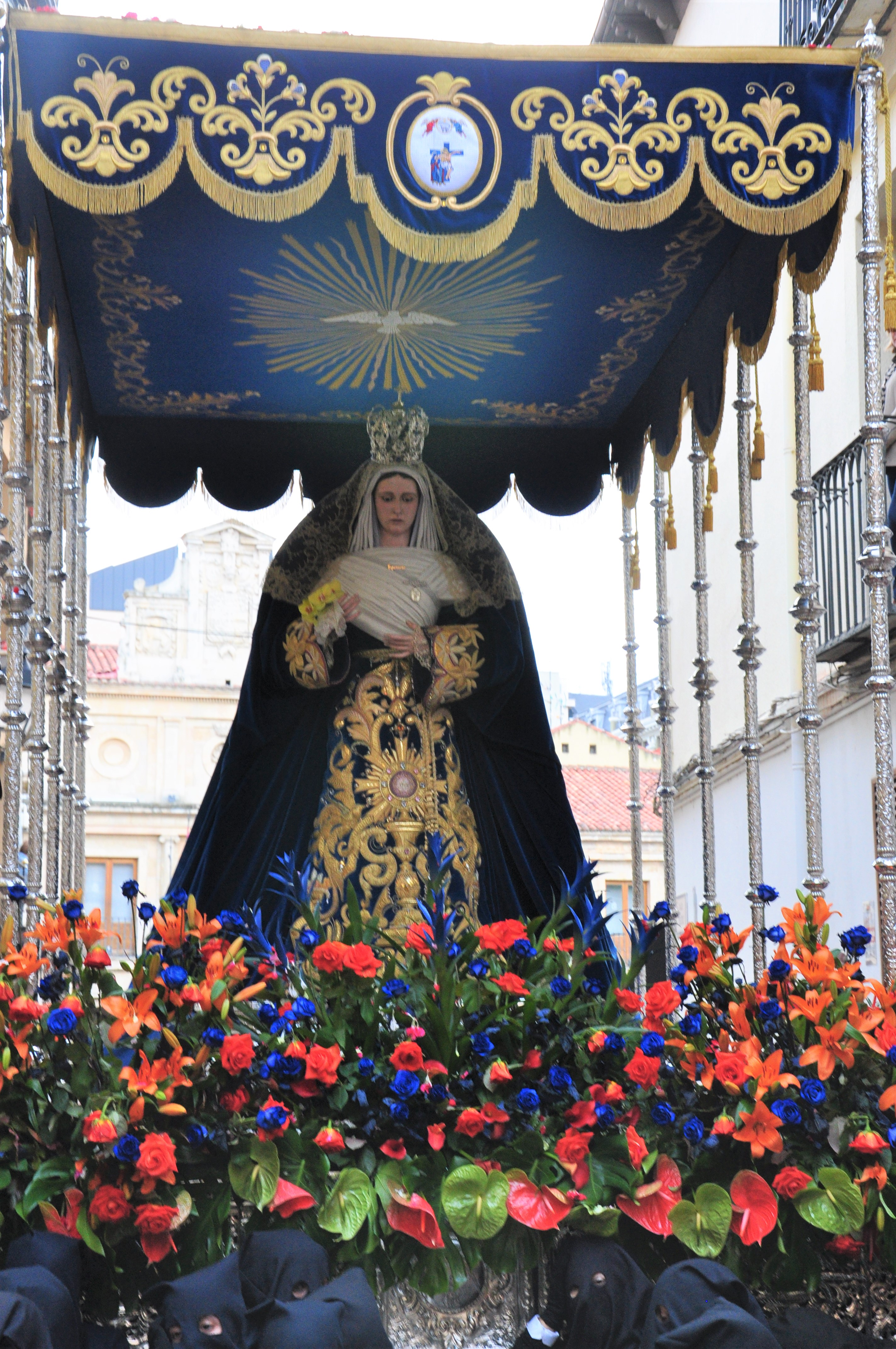
Nuestra Señora la Virgen de la Esperanza